# キングスブリッジ・ロード駅 (IRTジェローム・アベニュー線)
キングスブリッジ・ロード駅 (英語: Kingsbridge Road) はニューヨーク市地下鉄IRTジェローム・アベニュー線の駅である。ブロンクス区キングスブリッジ・ハイツとフォーダムに跨がるキングスブリッジ・ロードとジェローム・アベニューの交差点に位置し、4系統が終日停車する。

## 駅構造
| P ホーム階 | 相対式ホーム、右側ドアが開く | 相対式ホーム、右側ドアが開く                                                                                            |
| P ホーム階 | 北行緩行線                   | ← ウッドローン駅行き（ベッドフォード・パーク・ブールバード-リーマン・カレッジ駅）                                       |
| P ホーム階 | 混雑方向急行線               | → 定期列車設定なし |
| P ホーム階 | 南行緩行線                   | → ユーティカ・アベニュー駅行き（フォーダム・ロード駅）→ 深夜帯：ニューロッツ・アベニュー駅行き（フォーダム・ロード駅）→ |
| P ホーム階 | 相対式ホーム、右側ドアが開く | |
| M          | 改札階                       | 改札口、駅員詰所、メトロカード自動販売機                                                                                |
| G          | 地上階                       | 出入口 |

相対式ホーム2面と緩行線2線・急行線1線を有した2面3線の高架駅で、急行線は定期旅客列車の設定は無い。駅の西側にはキングスブリッジ造兵廠が隣接する形で建っており、ホームからも造兵廠を見る事ができる。
駅は1917年6月2日のジェローム・アベニュー線149丁目-グランド・コンコース駅 - 当駅間の開業と共に開業し、1918年4月15日にウッドローン駅へ延伸するまでは北側終点駅として機能していた。

### 出口
改札口はホーム下にあり、南北ホームから階段が接続している。改札口からはキングスブリッジ・ロードとジェローム・アベニューの交差点北東に階段2つ、同交差点北西に階段1つが接続している。